# Students for the Exploration and Development of Space
Students for the Exploration and Development of Space (SEDS) は、宇宙探査と宇宙開発を促進するための、国際的な学生組織。「宇宙探査・開発のための学生組織」、「宇宙探査・開発学生連盟」などと訳されることもあるが、広く使われている日本語名称はない。
ウェブサイトの運営で知られ、太陽系の天体を解説した「The Nine Planets」（日本語訳）、「SEDS Messier Database」などが有名。
1980年、マサチューセッツ工科大学 (MIT) のピーター・ディアマンディス（のちのX Prize創設者）らにより、MIT、プリンストン大学、イェール大学で設立された。 本部はMITにある。メンバーは高校生、大学生、大学院生からなる。現在はアメリカ、イギリス、イスラエル、インド、カナダ、スペイン、ナイジェリア、日本、ネパール、フィリピン、メキシコに支部 (chapter) がある。